# Joaquín Briz
Joaquín Briz, O.P. (Zaragoza, 25 de octubre de 1778-Segovia, 23 de enero de 1837) fue un religioso dominico español que ostentó el cargo de obispo de Segovia.

## Biografía
Profesó en el convento de Santo Domingo de Zaragoza. En 1825 fue nombrado maestro general de la Orden de Predicadores (Dominicos) por el papa León XII, y se mantuvo en el cargo hasta 1831, en que fue elegido obispo de Segovia, falleciendo con esta dignidad en 1837.